# Illaenus
Illaenus (лат.) — род трилобитов из семейства Illaenidae отряда Corynexochida, известных из отложений ордовика и силура (488,3—423,0 млн лет назад).

## Описание
Длина до 150 мм. Цефалон гладкий, с неясно выраженной глабелью, часто весьма высокий; либригены иногда вытянуты в более или менее длинные остроконечия; глаза расположены достаточно далеко от центральной его части, ближе к краям. Торакс короткий и широкий, несколько уже цефалона и пигидия, состоит из небольшого числа сегментов. Пигидий приблизительно равен по величине цефалону, или превышает его, с очень короткой осью, представленной только в передней его части.
Населяли как дно водоёма, так и толщу воды. Хищники. При опасности, имели способность сворачиваться в подобие шара, защищая перед врагом мягкие ткани вентральной поверхности тела.

## Распространение
Космополитическое, известны из Европы, Северной и Южной Америки, Азии и Австралии.

## Значение
Ископаемые видов этого рода, имеют важное значение в стратиграфии ордовика и силура, особенно в Европе и Северной Америке.

## Классификация
В пределах рода описано 24 вымерших вида:
- Подрод Illaenus (Parillaenus) Jaanusson, 1954
  - Illaenus (Parillaenus) dalecarlicus Warburg, 1925
  - Illaenus (Parillaenus) fallax Holm, 1882typus [syn. Illaenus limbatus Linnarsson, 1866]
  - Illaenus (Parillaenus) roemeri Volborth, 1864 [syn. Illaenus grandis Roemer, 1861, Illaenus vivax Holm, 1882]
- Подрод Illaenus
  - Illaenus alveatus Raymond, 1925
  - Illaenus auriculatus Ross, Jr. et Barnes, 1967
  - Illaenus avus Holm, 1882
    - Illaenus avus lissbergensis Warburg, 1925 [syn. Illaenus rudolphi Eichwald, 1857]

  - Illaenus bayfieldi Billings, 1859
  - Illaenus bucculentus Whittington, 1963
  - Illaenus consimilis Billings, 1865
  - Illaenus consobrinus Billings, 1865
  - Illaenus crassicauda Wahlenberg, 1826
  - Illaenus fraternus Billings, 1865
  - Illaenus gelasinus Whittington, 1965
  - Illaenus gigas Holm, 1882
  - Illaenus lacertus Whittington, 1954
  - Illaenus marginalis Raymond, 1925
  - Illaenus oscitatus Fortey, 1980
  - Illaenus oviformis Warburg, 1925
  - Illaenus parvulus Holm, 1882
  - Illaenus sinensis Yabe, 1920
  - Illaenus spiculatus Whittington, 1963
  - Illaenus tumidifrons Billings, 1865
  - Illaenus utahensis Hintze, 1952
  - Illaenus wimani Warburg, 1925